# Mrzli Vrh (gmina Žiri)
Mrzli Vrh – wieś w Słowenii, w regionie Gorenjskim, w gminie Žiri. 1 stycznia 2017 liczyła 18 mieszkańców.